# Mohamed Larache
Mohamed Larrache, né en 1938, est un ancien arbitre marocain de football des années 1970 et 1989. Il fut international dès 1977.

## Carrière
Il a officié dans des compétitions majeures : 
- Coupe du monde de football des moins de 20 ans 1977 (1 match) ;
- Coupe du Trône de football 1979-1980 (finale) ;
- CAN 1982 (1 match) ;
- Coupe du monde de football des moins de 20 ans 1983 (1 match) ;
- CAN 1984 (2 matchs).